# Autechre
Autechre är en engelsk elektronisk musikgrupp, bildad i Rochdale 1987. Gruppens medlemmar heter Rob Brown (född 1971) och Sean Booth (född 1973). Autechre är en av de mer framstående på skivbolaget Warp Records. 
Gruppens tidiga verk har framhållits som stilbildande inom de överlappande genrerna IDM och electronica. Senare verk är av en mer experimentell art.

## Diskografi
Studioalbum
- Incunabula (1993)
- Amber (1994)
- Tri Repetae (1995)
- Chiastic Slide (1997)
- LP5 (1998)
- Confield (2001)
- Draft 7.30 (2003)
- Untilted (2005)
- Quaristice (2008)
- Oversteps (2010)
- Exai (2013)
- elseq 1–5 (2016)
- NTS Sessions 1–4 (2018)

EPs
- Cavity Job (1991)
- Lego Feet (1991)
- Anti EP (1994)
- Garbage (1995) (#138 på UK Albums Chart)
- Anvil Vapre (1995) (#102 UK Albums Chart)
- Envane (1997) (#94 UK Albums Chart)
- Cichlisuite (också känd som Cichli Suite) (1997) (#127 UK Albums Chart)
- Peel Session (1999) (# 2 på Budget Album Chart)
- EP7 (1999)
- Peel Session 2 (2000)
- Gantz Graf (2002) (#108 på UK Album Chart)
- Quaristice.Quadrange.ep.ae (2008)
- Move of Ten (2010)
- L-Event (2013)

Singlar
- "Basscadet" (1994) (#56 på UK Singles Chart)
- "We R Are Why" (1996)
- "Splitrmx12" (1999)
- "JNSN CODE GL16" / "spl47" (2017)